# アルマンド・イッツォ
アルマンド・イッツォ(Armando Izzo，1992年3月2日 - )は、イタリア・ナポリ出身のサッカー選手。元イタリア代表。ポジションはディフェンダー。セリエA・ACモンツァ所属。

## 経歴

### クラブ
SSCナポリの下部組織に入り、2011年にトップチームに昇格する。しかし即座にセリエCのSSDウニオーネ・トリエスティーナ2012にローンに回された。
2012年1月31日、セリエCのUSアヴェッリーノ1912に移籍した。クラブはその年にセリエBに昇格し、2013年8月24日にはセリエBデビューを果たした。
2014年7月14日、セリエAのジェノアCFCに2年半契約で移籍した。2017年には八百長を黙認したとして1年6カ月の出場停止処分を受けるが(後述)、クラブは同年10月に契約を2022年まで更新した。

### 代表
2016年5月16日、UEFA EURO 2016に向けた合宿のメンバーに選出されイタリア代表初招集となったが、本大会のメンバーからは外れた。
それから3年近く経った2019年3月26日に、パルマのスタディオ・エンニオ・タルディーニで行われたUEFA EURO 2020予選のリヒテンシュタイン戦で、6-0で勝利している中、79分からレオナルド・ボヌッチに代わって交代出場をし、代表初出場を果たした。

## 八百長問題
2016年に、2013-14シーズンにセリエBで行われたアヴェッリーノ対レッジーナ戦と対モデナFC戦において、ナポリを本拠にする犯罪組織が5万ユーロを数人の選手に渡したうえで勝敗の操作を指示し、自分たちは試合に40万ユーロを賭けるという手法で八百長が行なわれたという情報を入手した。イッツォは当時アヴェッリーノに所属しており、また彼の兄はそのマフィアの関係者であったため警察から事情聴取を受けた。
それから約1年後の2017年4月に検察から、八百長に加担した疑惑があると発表され、6年間の出場停止処分と罰金2万ユーロを求められた。その後、八百長があった事実を黙認していたと発表を受け、1年6カ月の出場停止処分が言い渡された。 